# Like A Dancer
Like a Dancer — дванадцятий сингл британського рок-гурту The Enemy з їх третього альбому Streets In The Sky. Сингл вийшов 16 липня 2012 року і посів 9 місце у британському чарті UK Singles Chart. Також було зняте відео до цієї пісні. На ньому показано музикантів The Enemy, які грають на одному зі своїх концертів. Ця пісня є однією з небагатьох пісень гурту, де окрім гітар і барабанів з'являється синтезатор.